# Joseph Warioba
Joseph Warioba (Bunda-Mara, 3 september 1940) is een Tanzaniaans politicus en jurist. Van 1984 tot 1985 was hij premier en van 1985 tot 1990 vicepresident. Daarna diende hij in de jaren negentig als rechter van het Internationale Zeerechttribunaal en sinds begin 21e eeuw als rechter van het Oost-Afrikaanse Hof van Justitie.

## Levensloop
Warioba studeerde rechten aan de Universiteit van Oost-Afrika in Dar es Salaam en slaagde hier in 1966 als Bachelor of Laws. In 1970 voltooide hij zijn studie aan de Haagsche Academie voor Internationaal Recht. Ondertussen werkte hij sinds 1966 als procureur (state attorney) in Dar es Salaam en daarna van 1968 tot 1970 als advocaat (sollicitor) voor de stadsraad. Nadat hij zijn studie in Den Haag had afgerond, werkte hij voor de afdeling voor internationale organisaties van het Ministerie van Buitenlandse Zaken. Van 1976 tot 1983 was hij procureur-generaal van Tanzania.
In 1983 werd hij benoemd tot Minister van Justitie, tot hij in 1984 werd gekozen tot premier van het land. Van 1985 tot 1990 was hij vicepresident van het land. Aansluitend bleef hij tot 1995 betrokken bij de politiek als parlementslid.
Van 1996 tot 1999 was hij rechter van het Internationale Zeerechttribunaal in Hamburg. Daarnaast benoemde president Benjamin Mkapa hem in 1996 tot voorzitter van de Presidentiële Commissie tegen Overheidscorruptie, beter bekend als de Warioba-commissie.
Begin 21e eeuw werd Warioba rechter van het Oost-Afrikaanse Hof van Justitie en is dat tegenwoordig (2013) nog. In 2007 leidde hij de groep van het Gemenebest van Naties die de verkiezingen van Nigeria van 2007 observeerde. Sinds april 2012 is hij verder voorzitter van een commissie van dertig leden die de grondwet van Tanzania herschrijft.
Kawawa ·
Sokoine ·
Msuya ·
Sokoine ·
Salim ·
Warioba ·
Malecela ·
Msuya ·
Sumaye ·
Lowassa ·
Pinda ·
Majaliwa